# David Tod

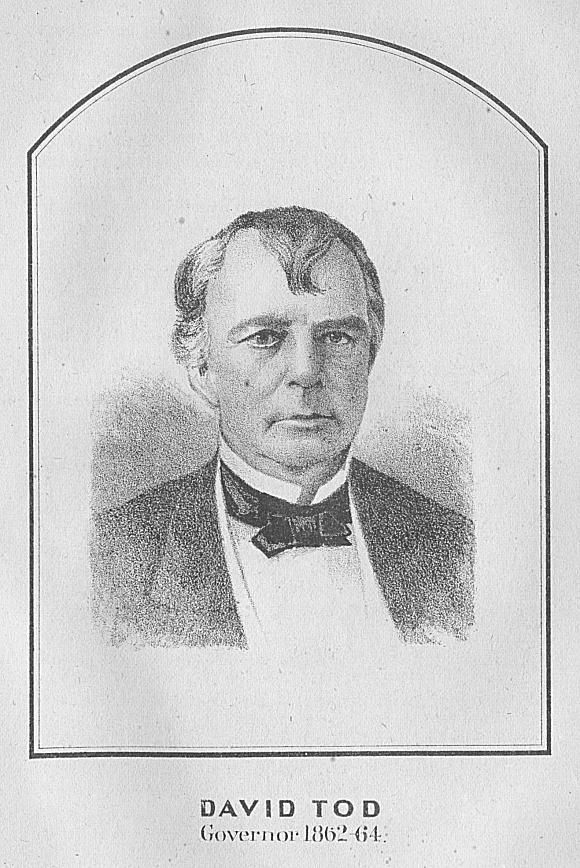
David Tod

David Tod (* 21. Februar 1805 in Youngstown, Ohio; † 13. November 1868 ebenda) war ein US-amerikanischer Politiker und von 1862 bis 1864 der 25. Gouverneur des Bundesstaates Ohio.

## Frühe Jahre und politischer Aufstieg
Tod besuchte die örtlichen Schulen seiner Heimat und die Burton Academy im Geauga County. Nach einem anschließenden Jurastudium wurde er im Jahr 1827 als Anwalt zugelassen. In der Folge wurde er ein erfolgreicher Geschäftsmann, der im Eisenbahn-, Kohle- und Eisengeschäft tätig war. 1838 wurde der damalige Demokrat Tod in den Senat von Ohio gewählt. In den Jahren 1843 und 1845 bewarb er sich jeweils erfolglos für das Amt des Gouverneurs von Ohio. 1847 wurde er von Präsident James K. Polk zum US-Botschafter in Brasilien ernannt. Dieses Amt behielt er bis 1851.
In den folgenden Jahren widmete er sich wieder mehr seinen geschäftlichen Interessen. Im Jahr 1860 war er Delegierter zur Democratic National Convention in Baltimore. Dort setzte er sich für Stephen A. Douglas ein, den er auch bei der Präsidentschaftswahl unterstützte. Nach der Wahl von Abraham Lincoln zum US-Präsidenten schwenkte Tod politisch um. Er wurde ein Anhänger der Union und unterstützte die Politik Lincolns. Tod schloss sich der National Union Party an, die es nur während des Bürgerkrieges gab und der die meisten Republikaner sowie Teile der Demokraten angehörten. Im Jahr 1861 wurde er als Kandidat dieser Partei zum neuen Gouverneur gewählt.

## Gouverneur von Ohio
David Tod trat sein neues Amt am 4. Januar 1862 an. Seine gesamte zweijährige Amtszeit war von den Ereignissen des Bürgerkrieges überschattet. Der Gouverneur überwachte die Aushebung neuer Soldaten und die Rüstungsproduktion. Er musste den verwundeten Soldaten aus Ohio Hilfe zukommen lassen. Im Jahr 1862 wurden die Grenzen Ohios zweimal von den Konföderierten bedroht. Es gelang dem Militär aber, deren Eindringen zu verhindern. Im Inneren kam es zunehmend zu Unruhen, die durch den zunächst ungünstigen Kriegsverlauf und die damit verbundenen Lasten ausgelöst wurden. Tods Union Party verlor zwischenzeitlich die Mehrheit an die Demokraten, die ihm das Regieren erschwerten. Im Juli 1863 kam der Krieg dann doch noch nach Ohio, als der konföderierte General John Hunt Morgan mit seiner Kavallerie in das Land vorrückte und Zerstörungen hinterließ. Gouverneur Tod lehnte die Einberufung der Afroamerikaner zu der Miliz und der Armee zwar ab; trotzdem wurde in seiner Amtszeit mit der Rekrutierung der ersten Soldaten aus dieser Gesellschaftsschicht begonnen. Gegen Ende seiner Amtszeit, vor allem nach der Schlacht von Gettysburg in Pennsylvania und der Schlacht um Vicksburg in Mississippi, die beide zeitgleich Anfang Juli 1863 stattfanden, begann sich das Kriegsglück allmählich dem Norden zuzuwenden. Von nun an waren die Truppen der Union auf dem Vormarsch.

## Weiterer Lebenslauf
Nach dem Ende seiner Amtszeit bot ihm Präsident Lincoln die nach dem Rücktritt von Salmon P. Chase freigewordene Stelle des Finanzministers an, die er aber aus gesundheitlichen Gründen ablehnte. David Tod verstarb im November 1868. Er war mit Maria Smith verheiratet, mit der er sieben Kinder hatte. Die Tochter Charlotte Delamater Tod heiratet am 14. September 1865 in Hamilton County, Ohio den Soldaten und späteren General August Kautz.